# Avesnes-les-Aubert
Avesnes-les-Aubert é uma comuna francesa na região administrativa de Altos da França, no departamento do Norte. Estende-se por uma área de 9.01 km². Em 2010 a comuna tinha 3 672 habitantes (densidade: 407,5 hab./km²).